# روجر موريرا
روجر موريرا (بالبرتغالية: Roger Moreira‏) هو موسيقي ومغن مؤلف وكاتب أغاني برازيلي، ولد في 12 سبتمبر 1956 في ساو باولو في البرازيل.

## وصلات خارجية
- الموقع الرسمي
- روجر موريرا على موقع IMDb (الإنجليزية)
- روجر موريرا على موقع ميوزك برينز (الإنجليزية)